# Dolní předměstí (Prachatice)

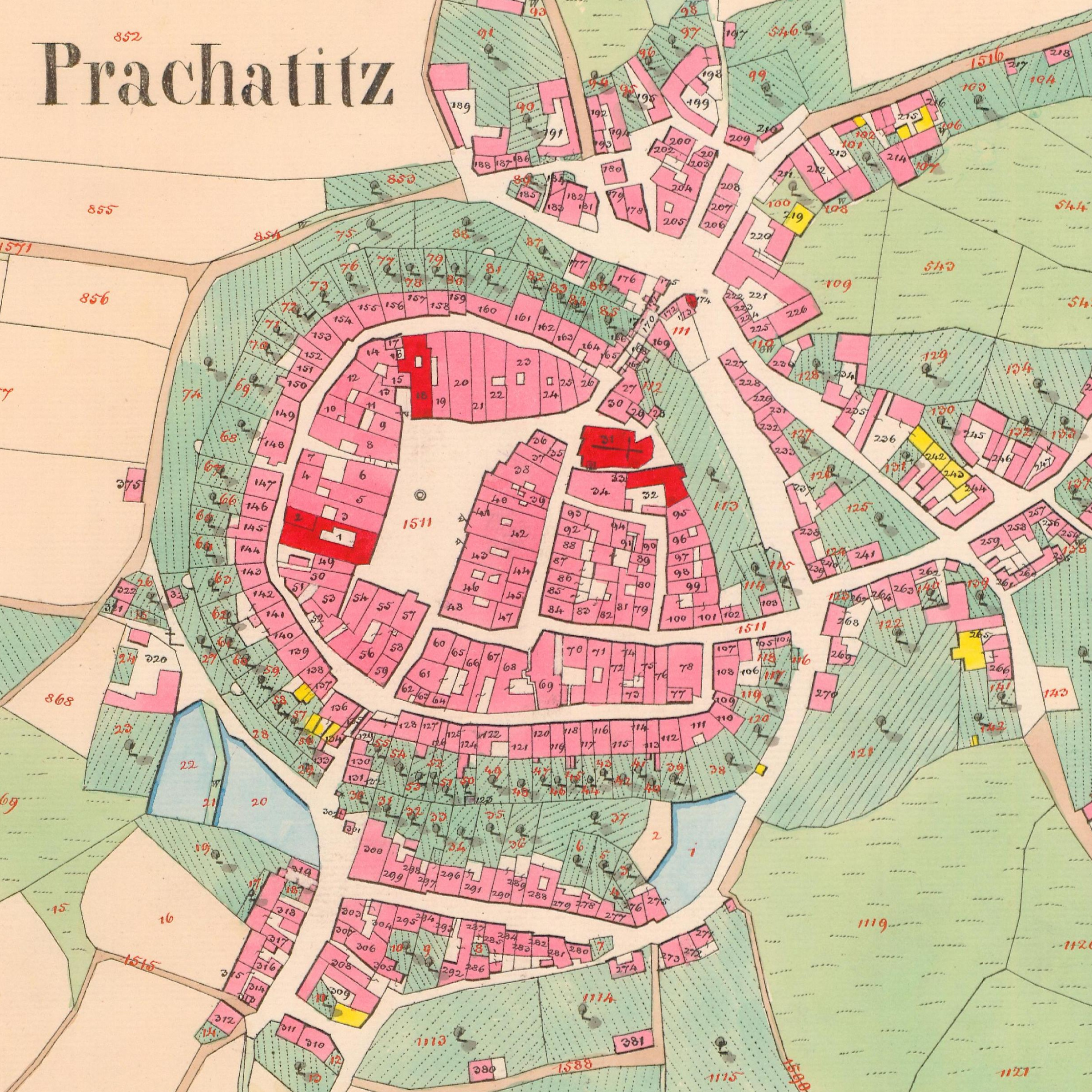
Dolní předměstí s historickým centrem (domy v severní části mapy za hradbami).

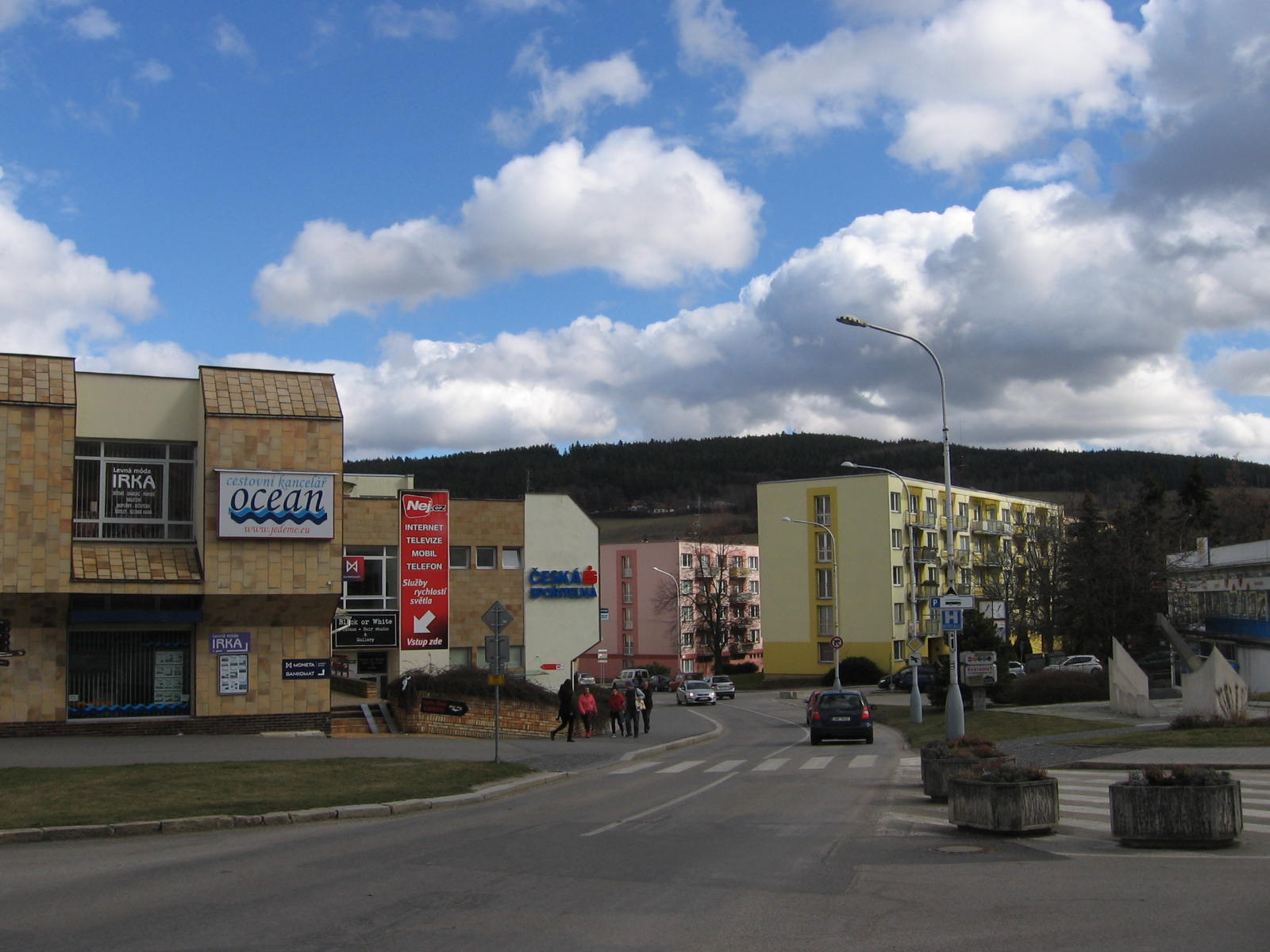
Malé náměstí.

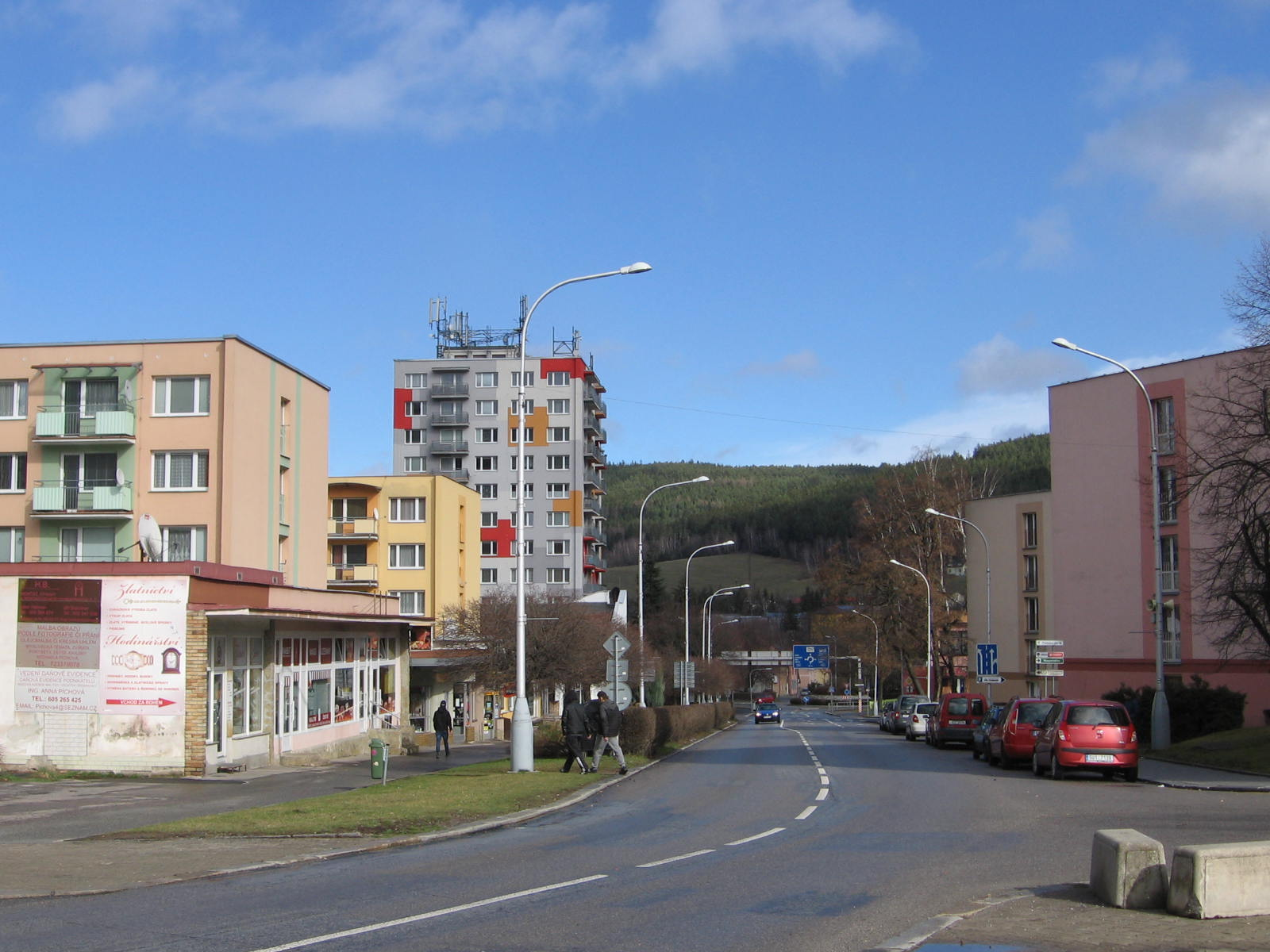
Zvolenská ulice, osa sídliště Pod hradbami.

Dolní předměstí (někdy také Východní předměstí) je jedna z historických součástí jihočeského města Prachatice. Vyvíjelo se v prostoru před Dolní bránou (podle níž bylo také pojmenováno) víceméně všemi směry s osou ve Vodňanské ulici. Jeho středem bylo Malé náměstí.
Území původního Dolního předměstí patří v současné době mezi nejhustěji obydlené části okresního města.

## Historie
Vznik zástavby severně od historického centra města Prachatic lze vysledovat již v mapách Prvního vojenského mapování z konce 18. století, poprvé je doloženo ale již v století šestnáctém.[zdroj?] Vzhledem k dochovaným hradbám středověkého města se mohly Prachatice rozrůstat pouze na sever a na jih, případně ještě dále Husovou ulicí.
V roce 1761 poničil předměstí požár, kterému padlo za oběť několik desítek domů.
V závěru 19. století bylo impulzem k rozvoji síti zavedení železniční dopravy do města, konkrétně nádraží na trati Číčenice – Nové Údolí. Na začátku 20. století zde vzniklo severněji od historického centra města pásmo rodinných domů s budovou základní školy. Vybudována zde byla také i první nemocnice (později přemístěná na okraj města).
Původní předměstí, kde zástavba přízemními až patrovými domy vznikala podél několika málo ulic (Vodňanská, Pivovarská a Zahradní) bylo zcela přestavěno v 2. polovině 20. století v souvislosti s výstavbou sídliště Pod hradbami. Postupně byly strženy i některé další domy; vzniklo zde i autobusové nádraží. Další modernizace v 70. a 80. letech 20. století si zde vynutily opětovné demolice, a proto se do současné doby dochovala jen malá část původní zástavby tohoto předměstí. V místech původních domů vznikly úřady, obchody a další objekty podobného typu (např. místní budova KSČ, obchodní centrum Libín apod.).
Byla rovněž přeorganizována původní silniční síť a vytvořeny nové třídy, jako např. Zvolenská; původní ulice byly upraveny nebo přetrasovány.
Město Prachatice se vzhledem k stavu této lokality dlouhodobě zabývalo projekty přestavby a modernizace různých částí bývalého předměstí, které by zahrnovaly např. výsadbu stromů a tvorbu alejí.

## Zajímavosti
V méně dostupném místě se nachází přírodní památka Žižkova skalka, která umožňuje výhled na historické centrum města.